# Area micropolitana di Salina

La mappa del Kansas, in rosso l'area micropolitana di Salina

L'area micropolitana di Salina, come viene definito dallo United States Census Bureau, è un'area che comprende due contee del Kansas, con "capoluogo" la città di Salina. Al censimento del 2010, l'area micropolitana possedeva una popolazione di 61 697 abitanti (anche se una stima del 1º luglio 2012 sono 62 060 abitanti).

## Contee
- Ottawa
- Saline

## Comunità
- Luoghi con più di 40 000 abitanti
  - Salina (città principale)

- Luoghi tra 1 000 e 5 000 abitanti
  - Minneapolis
  - Solomon (parziale)

- Luoghi tra 500 e 1 000 abitanti
  - Bennington

- Luoghi con meno di 500 abitanti
  - Assaria
  - Brookville
  - Culver
  - Delphos
  - Gypsum
  - New Cambria
  - Smolan
  - Tescott

- Comunità non incorporate
  - Bavaria
  - Bridgeport
  - Falun
  - Hedville
  - Kipp
  - Mentor

## Società

### Evoluzione demografica
Secondo il censimento del 2000, c'erano 59 760 persone.

### Etnie e minoranze straniere
Secondo il censimento del 2000, la composizione etnica dell'area micropolitana era formata dal 90,04% di bianchi, il 2,83% di afroamericani, lo 0,51% di nativi americani, l'1,54% di asiatici, lo 0,04% di oceanici, il 3,02% di altre razze, e il 2,03% di due o più etnie. Ispanici o latinos di qualunque razza erano il 5,54% della popolazione.